# 孟克河
孟克河位于中华人民共和国内蒙古自治区东部，发源于敖汉旗政府驻地新惠镇南部丰盛店村附近努鲁尔虎山北麓，向北流经新惠镇城区、玛尼罕乡、青山水库、木头营子乡，于长胜镇小洼村以西转东流，过木头营子乡万发永村南部流入奈曼旗境内，最后注入舍力虎水库。河流全长157.5千米，流域面积2655.05平方千米，河道平均比降4.8‰，年均径流量0.474亿立方米。孟克河流域为黄土低山丘陵区，水土流失较为严重。孟克河原本注入奈曼旗的西湖，舍力虎水库建成后，被截留如水库。
“孟克”在蒙语中的意思是“银”、“永久”。辽代降圣州城址位于敖汉旗玛尼罕乡五十家子的孟克河左岸一级台地上。